# پتزول (دهانه)
پتزول یک دهانه برخوردی در ماه‌ است.

## دهانه‌های اقماری
این دهانه ۲ دهانه اقماری دارد.
| Petzval | عرض جغرافیایی | طول جغرافیایی | قطر          |
| ------- | ------------- | ------------- | ------------ |
| C       | ۶۰.۳° S       | ۱۰۷.۸° W      | ۵۲.۰ کیلومتر |
| D       | ۶۰.۲° S       | ۱۰۵.۹° W      | ۲۳.۰ کیلومتر |